# Radzice Małe
Radzice Małe [pronunciación en polaco: /raˈd͡ʑit͡sɛ ˈmawɛ/] es un pueblo ubicado en el distrito administrativo de Gmina Drzewica, dentro del condado de Opoczno, voivodato de Łódź, en el centro de Polonia. Se encuentra aproximadamente a 6 kilómetros al noroeste de Drzewica, a 13 kilómetros al noreste de Opoczno, y a 74 kilómetros al sureste de la capital regional, Łódź. 